# Piz Curvér
Il Piz Curvér (2.972 m s.l.m.) è una montagna delle Alpi del Platta nelle Alpi Retiche occidentali. Si trova nel Canton Grigioni (Svizzera).

## Descrizione
Si trova tra la valle percorsa dal Reno Posteriore e quella percorsa dal torrente Giulia. Segna inoltre il confine tra i comuni di Surses, Andeer e Zillis-Reischen.